# Westfälisches Landestheater

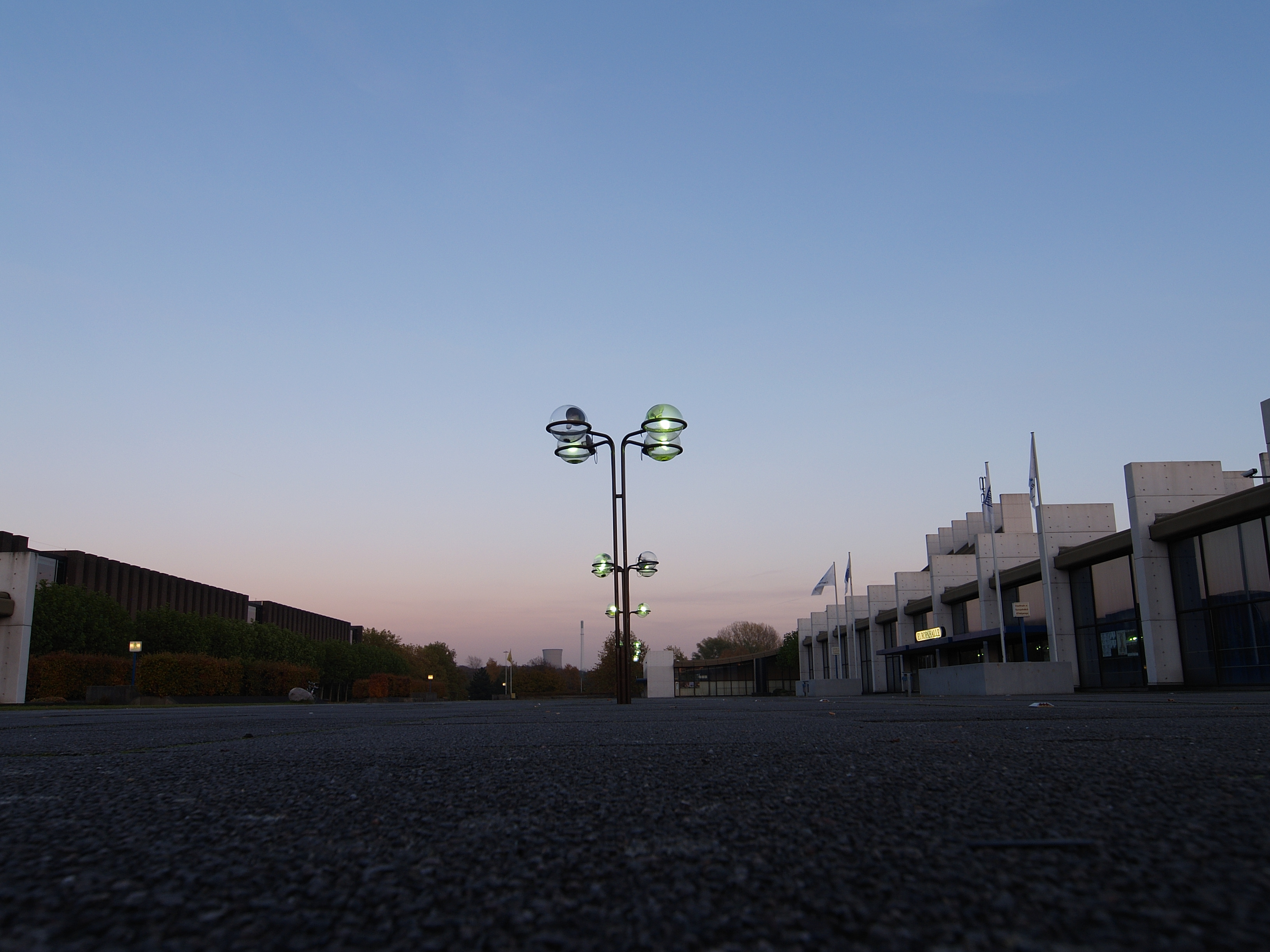
Standort des Westfälischen Landestheaters in der Stadthalle (rechts) am Europaplatz in Castrop-Rauxel

Das Westfälische Landestheater (WLT) ist eine Landesbühne mit Sitz in Castrop-Rauxel, Nordrhein-Westfalen, Deutschland.
In Nordrhein-Westfalen gibt es vier Landestheater: das Westfälische Landestheater, das Landestheater Detmold, das Landestheater Burghofbühne in Dinslaken und das Rheinische Landestheater in Neuss. Landestheater ist eine Organisationsform öffentlich-rechtlicher Theaterbetriebe, die mit ihren Programmen auf Reisen gehen und in Städten und Gemeinden spielt, die über kein eigenes Ensemble verfügen. Gebucht wird das Programm der Landestheater anhand des Spielplans von Kulturverbänden, Kulturvereinen, Kulturämtern oder Veranstaltern. Das Westfälische Landestheater spielt vor allem in Nordrhein-Westfalen, aber auch in anderen Bundesländern wie Niedersachsen, Hessen, Baden-Württemberg, dem Saarland und in Nachbarstaaten.
Alle Premieren des Westfälischen Landestheaters finden in Castrop-Rauxel statt. In der Spielzeit 2017/18 gab es über 360 Vorstellungen und rund 85.000 Zuschauer. Pro Spielzeit bringt das Westfälische Landestheater bis zu 15 Premieren zur Aufführung. An seinem Standort am Europaplatz in Castrop-Rauxel verfügt das WLT über zwei Spielorte: die Stadthalle mit 570 Sitzplätzen und das WLT-Studio mit 100 Plätzen.
Seit 2018 verfügt das Westfälische Landestheater über ein Proben- und Logistikzentrum. Es besteht aus zwei miteinander verbundenen Gebäuden. Das erste dient auf 650 m² als Lager für Requisiten und Kulissen, im anderen Teil sind auf 750 m² zwei große Probebühnen, Sozialräume und Räume für die Klassenzimmerproduktionen und Spielclubs vorhanden. Auf dem insgesamt 4.400 m² großen Grundstück befinden sich im Außenbereich Abstellflächen für insgesamt 23 Wechselcontainer für die Gastspielfahrten.
Der Gesamt-Etat des Westfälischen Landestheaters e. V. (2012: ca. 4,2 Mio.) setzt sich zusammen aus Zuwendungen des Landes Nordrhein-Westfalen, des Landschaftsverbandes Westfalen-Lippe (LWL), der zehn Trägerstädte des Vereins (Castrop-Rauxel, Bottrop, Brilon, Dorsten, Hamm, Iserlohn, Marl, Meinerzhagen, Recklinghausen und Witten), der Stadt Castrop-Rauxel und Eigeneinnahmen. Weitere Unterstützung erhält das WLT zudem von der Besucherorganisation „Volksbühne e. V.“ und dem Theaterförderkreis „Gesellschaft der Freunde des WLT“.
Das WLT bietet mit seinem Abendtheater und der eigenen Sparte Kinder- und Jugendtheater einen pluralistischen Spielplan für kleine und große Bühnen sowie für Klassenzimmer oder Kindergärten. Neben Klassikern, musikalischen Aufführungen, Boulevardstücken, Krimis, zeitgenössischen Stücken und Stücken mit Experimentiercharakter werden Aufführungen für Kinder und Jugendliche der verschiedenen Altersgruppen gezeigt.
Zudem gibt es im Spielplan Angebote der Theaterpädagogik. Schwerpunkt ist die Sensibilisierung von Kindern und Jugendlichen für Theater. Mit Vorbereitungen und szenischen Einführungen innerhalb der Klasse wird ein persönlicher Zugang zu dem Erlebnis „Theater“ geschaffen. Probenbesuche, Theaterführungen und Nachgespräche mit den Künstlern und anderen Beteiligten zeigen den Arbeitsalltag am Theater. Das theaterpädagogische Angebot richtet sich aber auch an Lehrer und enthält Hilfestellungen für deren eigene Theaterarbeit. Zum Westfälischen Landestheater gehören die WLT-Spielclubs: Kinderclub, Teenclub, Jugendclub und Generatiös.
Seit Sommer 2002 verfügt das WLT über eine komplette Freilichtbühne mit einer Zuschauertribüne für bis zu 500 Gäste.
Im Sommer verwandelt das WLT unter dem Motto „Bühne raus…Theater im Freien“ das Parkbad Süd, ein ehemaliges Freibad in Castrop-Rauxel, in einen weiteren Spielort und präsentiert Kindertheater und musikalische Produktionen als Freilichtaufführungen.

## Intendanz, Theaterleitung und Direktorium
- 1933–1936: Intendant Josef Hamblock
- 1936–1944: Intendant Franz Hoss
- 1946–1948: Theaterleitung Erwin Beudel und Friedrichfranz Stampe
- 1948–1952: Intendant Erich Paul
- 1952–1963: Intendant Walter Falk
- 1963–1968: Intendant Jürgen Brock
- 1968–1972: Intendant Hans Dieter Schwarze
- 1972–1979: Frieder Weber (Künstlerischer Leiter) und Ernst Franz (Verwaltungsdirektor)
- 1979–1985: Direktorium Herbert Hauck (Künstlerischer Leiter) und Ernst Franz (Verwaltungsdirektor)
- 1985–1989: Direktorium Herbert Hauck (Künstlerischer Leiter) und Günter Dammeier (Verwaltungsdirektor)
- 1989–1996: Herbert Hauck (Intendant) und Norbert Kronisch (Verwaltungsdirektor)
- 1996–1997: Direktorium Harald F. Petermichl (Künstlerischer Direktor) und Norbert Kronisch (Geschäftsführender Direktor)
- 1997–1999: Harald F. Petermichl (Intendant) und seit dem 1. Oktober 1997 Günter Wohlfarth (Kaufmännischer Direktor)
- 1999–2003: Heinz-Rudolf Müller (Intendant) und Günter Wohlfarth (Kaufmännischer Direktor)
- 2003–2011: Sebastian Heindrichs (Intendant) und Günter Wohlfarth (Kaufmännischer Direktor)
- 2011–2012: Günter Wohlfarth (Kaufmännischer Direktor) und Ralf Ebeling (Künstlerischer Direktor)
- seit 2012: Günter Wohlfarth (Geschäftsführender Direktor) und Ralf Ebeling (Intendant)